# 李质 (明朝宦官)
李质（1455年—1526年），字守正，广东高州府化州人，明朝嘉靖时期的神宫监掌印太监。

## 生平
景泰六年（1455年），出生。
天顺年间，明朝出师讨断藤峡，年幼被俘，送入宫廷。朱见深命令交给御用监太监廖寿拉名下。
成化十二年（1476年），先后担任长随、奉御。成化十九年（1483年），晋升尚衣监右监丞，侍候乾清宫。
弘治三年（1490年），转升惜薪司右司副佥押署事。弘治六年（1493年），晋升惜薪司司丞。弘治八年（1495年），晋升御用监右少监。弘治十一年（1498年），晋升御用监太监，仍署理惜薪司事务。还命总管仁寿宫，特赐蟒衣、玉带。
正德元年（1506年），允许禁内乘马，日侍御筵，岁给禄米。正德十六年（1521年），受命任兵仗局掌印太监。
嘉靖元年（1522年），孝惠皇后去世，恳求辞去一切职务，守茂陵。于是，被任命为神宫监掌印太监。嘉靖五年（1526年），去世，享年72岁。

## 亲属
- 李畅（祖父）
- 李X（父）
- 黄氏（母）
- 李勋（兄）
- 李衮（侄）—锦衣卫指挥
- 李宴朝（侄孙）
- 李宴庭（侄孙）
- 李宴臣（侄孙）